# Esercito meridionale
L'Esercito meridionale fu la forza armata che si costituì in seguito alla spedizione dei Mille. Tale denominazione ufficiale fu data da Giuseppe Garibaldi.
Questo esercito, composto da volontari italiani e anche stranieri, raggiunse circa 50.000 uomini. Gli ufficiali indossavano l'uniforme di colore rosso, e quindi tutti i combattenti, come i Mille, furono definiti "camicie rosse". Venne disciolto prima della proclamazione del Regno d'Italia.

## Storia
Quando Garibaldi sbarcò a Marsala nel maggio 1860, la colonna di volontari italiani settentrionali era composta da I Mille (tra i quali 45 siciliani).

### Ipicciottisiciliani
A loro si aggregarono subito quasi 200 volontari siciliani. Quando il generale proclamò la Dittatura garibaldina della Sicilia a Salemi, ancora altri siciliani si arruolarono, guidati dai fratelli Sant'Anna.
Il 14 maggio arrivarono 500 volontari siciliani, dalle campagne di Erice, al comando di Giuseppe Coppola e del medico Rocco La Russa e combatterono già nella battaglia di Calatafimi. Quando arrivarono a Palermo i picciotti erano 3.000 e al termine della battaglia erano arrivati a 6.602.

### La milizia nazionale siciliana
Già con il decreto dittatoriale n. 2 del 14 maggio, Garibaldi stabiliva la formazione di una Milizia nazionale siciliana, con una aliquota destinata per il mantenimento dell'ordine pubblico. L'organizzazione era la seguente: dai 17 ai 30 anni, si entrava nell'esercito (milizia attiva), dai 30 ai 40 anni ci si occupava del mantenimento dell'ordine pubblico nei distretti, mentre dai 40 a 50 si assumevano compiti di sorveglianza nei propri comuni.
Il decreto stabiliva inoltre la coscrizione obbligatoria dai 17 ai 50 anni di età. La milizia era inquadrata in battaglioni, e ciascuno di questi doveva comprendere almeno 4 compagnie formate da 60 a 150 militi. Con il decreto n.289 del 22 ottobre 1860 il prodittatore Mordini trasferì la milizia nazionale siciliana, comandata da Nicolò Turrisi Colonna, nella Guardia nazionale italiana, alle dipendenze del suo comandante generale.

### I rinforzi e la riorganizzazione
Dopo la presa di Palermo (30 maggio), i Mille si erano ridotti a 600 unità, ma a giugno cominciarono ad arrivare via mare anche i rinforzi dall'Italia del nord: i primi furono quelli della spedizione Agnetta, arrivati a Marsala il 1 giugno; seguirono i 2.500 uomini al comando di Giacomo Medici; altri volontari, poi aggregati alla divisione di Enrico Cosenz, furono gli 800 partiti da Genova col vapore "Washington" il 2 luglio 1860 e sbarcati il 5 luglio a Palermo. Le file si ingrossarono nella battaglia di Milazzo, mentre il 16 luglio un'altra colonna, tra cui molti mantovani, partì da Genova, al comando di Gaetano Sacchi. Via, via giunsero nel meridione altri contingenti. Nell'armata garibaldina erano presenti numerosi altri volontari partiti da Genova e in parte da Livorno.
Con un decreto del 2 luglio il governo dittatoriale di Garibaldi, "Comandante in capo delle forze nazionali in Sicilia", emanava "l'organico dell'Esercito siciliano", composto da due divisioni, XV e XVI, comandate rispettivamente da Stefano Turr e da Giuseppe Paternò, per complessive cinque brigate. Con un ulteriore decreto del giorno successivo si emanava l'organico della "Marina militare siciliana". Il 14 luglio fu istituito il Corpo dei Carabinieri di Sicilia.
Quando i garibaldini dal 19 agosto sbarcarono in Calabria, affluirono nell'esercito volontari calabresi e, giunti in Basilicata, si aggregarono a Garibaldi 2.000 uomini della Brigata Lucana e l'Esercito da siciliano, fu denominato meridionale. Durante l'avanzata delle camicie rosse sempre più combattenti di tutte le province meridionali si aggregarono progressivamente all'armata. Questi volontari diedero un grande apporto nella battaglia del Volturno, durante la quale il supporto dell'esercito Sabaudo fu minoritario. Nell'ottobre 1860, quando l'armata comandata da Vittorio Emanuele II di Savoia giunse nella zona di prima linea delle operazioni belliche, Garibaldi affidò le quasi 50.000 camicie rosse al re sabaudo, ritirandosi a Caprera.
Il 6 maggio 1860 Domenico Damis partì con i Mille da Genova alla volta di Marsala. Dalla Sicilia avvisò i patrioti lungresi di prepararsi a seguire Garibaldi verso Napoli. Alla notizia del suo arrivo 500 volontari partirono dalla sola Lungro. Così Angelo Damis, capo legionario della zona, organizzò cinque compagnie guidate da altrettanti lungresi Vincenzo Stratigò, Cesare Martino, Pietro Irianni, Pasquale Trifilio e Pier Giuseppe Samengo. Il 2 settembre, sotto una pioggia di fiori, Giuseppe Garibaldi arrivò a Castrovillari; insieme a lui Domenico Damis che prese il comando delle compagnie lungresi. Alla legione di Lungro si unirono quelle di Frascineto e Civita, costituendo così una brigata sotto il comando di Giuseppe Pace. Il 1 ed il 2 ottobre le truppe borboniche opposero una residua resistenza ai nostri. Nella battaglia del Volturno i lungresi combatterono valorosamente ottenendo una splendida vittoria. Tutt'oggi a Lungro parte della toponomastica è dedicata alle vicende Risorgimentali: tra le più famose vie e piazze vi sono Via dei Mille, via dei 500, Piazza XVI Luglio e Piazza Generale Damis. Dal 2007 Lungro è denominata "Città del Risorgimento".

### L'ingresso di Vittorio Emanuele II a Napoli e lo scioglimento
Il 7 novembre Garibaldi scortò il Re nel suo ingresso trionfale a Napoli e subito partì per Caprera. Nel mentre affidò a Giuseppe Sirtori la responsabilità di gestire l'ingresso del suo Esercito meridionale in quello sabaudo. L'11 novembre 1860, pochi giorni dopo il plebiscito del 1860, Cavour firmò il decreto che scioglieva l'Esercito Meridionale. Ai volontari garibaldini fu data la possibilità di arruolarsi con una ferma biennale nell'Esercito piemontese, oppure di chiedere le dimissioni con sei mesi di paga. Agli ufficiali fu concessa l'ammissione nell'Esercito sottoponendosi a un esame. Fu composta una commissione di scrutinio per il riconoscimento degli ufficiali", con Sirtori, Giacomo Medici e Enrico Cosenz per parte garibaldina, il generale Della Rocca presidente, il generale Gozzani di Treville ed il generale Pettinengo - sostituito dal generale Solaroli, ma questa dilatò i suoi lavori.
Il Comando dei Volontari fu sciolto definitivamente con Decreto del 1 febbraio 1861 che, altresì, ne dispose il trasloco in Piemonte. Con esso anche l'Intendenza Generale fu trasferita a Torino. Furono ammessi nel Regio esercito alcuni generali garibaldini come Giacomo Medici, Enrico Cosenz, Nino Bixio, Stocco e lo stesso Sirtori. Altri invece no, come Stefano Canzio, Luigi Castellazzo, Giovanni Battista Fauché. Altri ancora furono accettati, ma con un grado inferiore a quello che avevano ottenuto nell'Esercito meridionale: ad esempio Giovanni Acerbi da generale garibaldino fu accettato come colonnello.
In difesa del suo esercito Garibaldi, il 18 aprile 1861, pronunciò un discorso alla Camera, accusando «la fredda e nemica mano di questo Ministero [Cavour]» di aver voluto provocare una «guerra fratricida». Il Conte di Cavour reagì con violenza, chiedendo invano, al presidente della Camera Rattazzi, di richiamare all'ordine il generale. La seduta fu sospesa e Nino Bixio tentò nei giorni successivi una riconciliazione che non si compì mai del tutto, anche per la morte pochi giorni dopo di Cavour.
Dei 50.000 volontari, secondo lo storico militare John Gooch, circa 5000 ufficiali garibaldini vennero inglobati nel Regio Esercito tra il 1861 e il marzo 1862. Alcuni volontari dell'esercito garibaldino divennero temuti briganti, l'esempio più noto è Carmine Crocco.

### Il progetto “Alla ricerca dei garibaldini scomparsi”

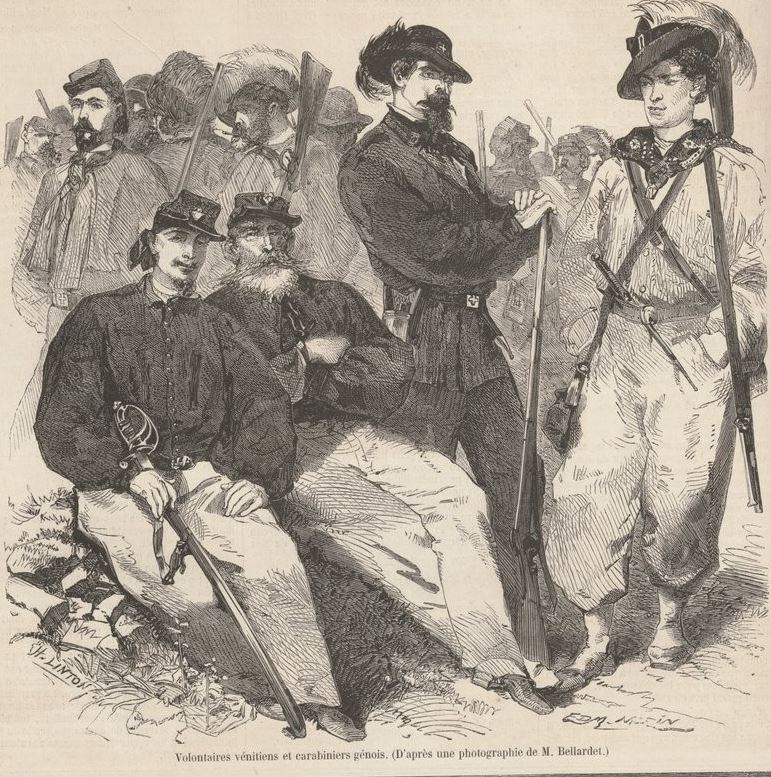
volontari garibaldini

Negli anni 2000 l'archivio di Stato di Torino ha avviato un progetto "Alla ricerca dei garibaldini scomparsi” con lo scopo di fare un censimento dei garibaldini che parteciparono all'impresa, ricercandone i nominativi e altre informazioni tra la documentazione che è stato possibile reperire al riguardo e relativa alla costituzione di uno dei più grandi eserciti volontari della storia d’Italia. Infatti in passato la storia ha concentrato quasi sempre tutta la sua attenzione sui nomi dei circa primi 1.000 volontari garibaldini, anche se alla fine della campagna Garibaldi aveva ai suoi ordini circa 50.000 volontari, che costituivano l’Esercito dell’Italia Meridionale.
Al momento sono stati registrati circa 35.000 nominativi, che è possibile rintracciare consultando la voce “Garibaldini” nel portale dell’Archivio di Stato di Torino. La ricerca dei nominativi dei volontari garibaldini è ancora in atto attraverso i dati dell’Archivio di Stato di Torino: Mille di Marsala, Esercito Italia Meridionale, Archivio Militare di Sicilia e Archivio di Stato di Genova: Prefettura di Genova, Matrici di passaporti rilasciati a Genova ai volontari partiti successivamente alla prima Spedizione di Garibaldi. 

Nel portale sono presenti anche altre banche dati di corpi militari dell’epoca e di periodi successivi.

## Composizione ed organizzazione

### Le divisioni
Garibaldi organizzò complessivamente i volontari dell'Esercito meridionale in quattro divisioni, ognuna composta da due o tre brigate. Così la XV Divisione fu posta al comando dell'ungherese Stefano Turr, la XVI di Giuseppe Paternò, poi sostituito al comando da Enrico Cosenz, la XVII di Giacomo Medici, la XVIII di Nino Bixio.
| ELENCO dei Corpi che componevano l’Armata dell’Italia Meridionale sciolta l’11 Novembre 1860 |                     |                                  |
| Stato Maggiore Generale                                                                      | Capo                | Luog. Tenente Gen. Sirtori       |
| Quartier Generale                                                                            | Capo                | Colonnello Cenni                 |
| Int.a Generale dell’Armata                                                                   | Intendente Generale | Acerbi                           |
| Amministr. delle sussistenze milit.                                                          | Direttore           | Galli                            |
| Ambulanza generale                                                                           | Medico in Capo      | Dott. Ripari                     |
| Auditoriato Generale                                                                         | Uditor Generale     | Avv. Mordini                     |
| Corpo del Genio (Stato Magg. e Zapp.)                                                        | Comando             | Luog. Col. Bordone, Magg. Costa  |
| Corpo d’Artiglieria                                                                          | Comandante          | Magg. Generale Orsini            |
| Corpo del Treno                                                                              | Comandante          | Luogot. Colonn. Bovi             |
| Marina di Guerra e Fant. di Marina                                                           | Comandante          | Ammiraglio Anguissola            |
| Corpo telegrafico di Campo                                                                   | Ispettore           | Cavaliere Pentasuglia            |
| Cavalleria Guide Garibaldi                                                                   | Comandante          | Luogot. Colonn. Missori          |
| Cavalleria Usseri Italiani                                                                   | Comandante          | Maggiori Carissimi e Basislafsky |
| Cavalleria Esploratori di Campo                                                              | Comandante          | Maggior Bersani                  |
| Cavalleria Cavalleggeri di Napoli                                                            | Comandante          | Luogot. Colonn. Firrao           |
| Cavalleria Cavalleggeri di Palermo                                                           | Comandante          | Capitano Blovet                  |

| DIVISIONI                                  |            |                                     |
| 13.a Divisione                             | Comandante | Luogot. Gen. Türr                   |
| Stato Maggiore di Divisione                | Capo       | Col. Rüstow e Luog. Col. Alessandri |
| 1.a Brigata                                | Comandante | Colonn. Spangaro                    |
| 2.a Brigata                                | Comandante | Colonn. Eber                        |
| 3.a Brigata (Milano)                       | Comandante | Luogot. Col. De Giorgi              |
| 4.a Brigata                                | Comandante | Magg. Gen. Sacchi                   |
| 5.a Brigata (aggregata alla 6.a Brigata).. | Comandante | Colonn. Fabrizi Luigi               |
| 6.a Brigata (aggregata alla 5.a Brigata)   | Comandante | Generali La Masa e Corrao           |
| 16.a Divisione                             | Comandante | Luogot. Gen. Cosenz                 |
| Stato Maggiore di Divisione                | Capo       | Magg. Serafini                      |
| 1.a Brigata                                | Comandante | Colonn. Assanti                     |
| 2.a Brigata                                | Comandante | Magg. Gen. De Milbitz               |
| 17.a Divisione                             | Comandante | Luogot. Gen. Medici                 |
| Stato Maggiore di Divisione                | Capo       | Luogot. Col. Ferrari                |
| 1.a Brigata                                | Comandante | Colonn. Simonetta                   |
| 2.a Brigata                                | Comandante | Colonn. Corte                       |
| 3.a Brigata                                | Comandante | Colonn. Eberhard                    |
| 4.a Brigata (aggregata alla 5.a Brigata)   | Comandante | Colonn. Dunne                       |
| 5.a Brigata (aggregate alla 4.a Brigata)   | Comandante | Colonn. Mussolino                   |
| 18.a Divisione                             | Comandante | Luogot. Gen. Bixio                  |
| Stato Maggiore di Divisione                | Capo       | Luogot. Colonn. Ghezzi              |
| 1.a Brigata                                | Comandante | Colonn. Bezza                       |
| 2.a Brigata                                | Comandante | Colonn. Balzani                     |
| Divisione Aggregata                        | Comandante | Luogot. Gen. Avezzana               |

| CORPI DIVERSI                                   |            |                                       |
| Brigata Pencela                                 | Comandante | Colonn. Romano                        |
| Brigata Buniov                                  | Comandante | Colonn. Buniov                        |
| Corpo de’ Carabinieri Genovesi                  | Comandante | Magg. Mosto                           |
| Corpo de’ Carabinieri di Cosenza                | Comandante | Magg. Militi                          |
| Corpo de’ Carabinieri di Catanzaro              | Comandante | Magg. Colcione                        |
| Dragoni Nazionali                               | Comandante | Colonn. Maresca                       |
| Zuavi Calabresi                                 | Comandante | Colonn. Falco                         |
| Lancieri a piedi                                | Comandante | Capitano Taschini                     |
| Legione Ungherese                               | Comandante | Generale Vetter                       |
| Legione Inglese                                 | Comandante | Luogot. Colonn. Peard                 |
| Legione Calabrese                               | Comandante | Colonn. Sprovieri                     |
| Legione del Matese                              | Comandante | Magg. Campagnano                      |
| Legione Ecclesiastica                           | Comandante | Magg. Sardo                           |
| Legione degli Studenti                          | Comandante | Capitano Perelli                      |
| Legione Sannitica                               | Comandante | Magg. De Feo                          |
| Reggimento Calabro-Pace                         | Comandante | Colonn. Pace                          |
| Reggimento Montanari del Vesuvio                | Comandante | Luogot. Colonn.i Caracciolo e Casalla |
| Reggimento 53.° di linea                        | Comandante | Colonn. Zettiri                       |
| Reggimento 54.° di linea                        | Comandante | Luogot. Col. Violante e Col. Messina  |
| Reggimento 55.° di linea                        | Comandante | Luogot. Colonn. Palombo               |
| Bersaglieri – 28.° Batt. (già Cacc. Calatafimi) | Comandante | Magg. Costa                           |
| Bersaglieri – 29.° Batt.                        | Comandante | Capitano De Marco                     |
| Bersaglieri – 30.° Batt.                        | Comandante | Capitano Rota                         |
| Bersaglieri – 31.° Batt.                        | Comandante | Magg. Uber                            |
| Bersaglieri – 32.° Batt.                        | Comandante | Magg. Parisy                          |
| Battaglione Menotti-Garibaldi                   | Comandante | Magg. Menotti-Garibaldi               |
| Battaglione d’Assalto (Istit. Garibaldi)        | Comandante | Magg. Camuneoli                       |
| Battaglione Gaeta (catturato sulla nave Utile)  | Comandante | Colonn. Corte                         |
| Battaglione Liuzzi (catturato sulla nave Utile) | Comandante | Magg. Liuzzi                          |
| Battaglione Sannitico (catturato su nave Utile) | Comandante | Colonn. Curci                         |
| Battaglione dell’Offanto                        | Comandante | Colonn. Gastone                       |
| Battaglione Terribili del Toburno               | Comandante | Magg. Lombardi                        |
| Battaglione Gran Sasso d’Italia                 | Comandante | Magg. Falco                           |
| Battaglione Reduci Lomb.-Veneti                 | Comandante | Magg. Cappello                        |
| Battaglione Volontari Napoletani                | Comandante | Magg. Mossiaro                        |
| Cacciatori della Sila                           | Comandante | Generale Stocco                       |
| Cacciatori d’Aspromonte                         | Comandante | Magg. Vecchi                          |
| Cacciatori Esuli                                | Comandante | Colonn. Interdonato                   |
| Cacciatori dell’Etna                            | Comandante | Maggiori Colombrino e Rotolo          |
| Cacciatori Montegrifone                         | Comandante | Colonn. Pagano                        |
| Cacciatori del Gargano                          | Comandante | Magg. De Cicco                        |
| Cacciatori dell’Irno                            | Comandante | Magg. Della Monica                    |
| Cacciatori Sardi                                | Comandante | Magg. Sulliotti                       |
| Cacciatori Veneti                               | Comandante | Magg. Manfredi                        |
| Cacciatori del Vesuvio                          | Comandante | Magg. Paleras                         |
| Cacciatori Sebezi                               | Comandante | Magg. Zaccaro                         |
| Colonna Sarri                                   | Comandante | Colonn. Sarri                         |
| Colonna Lacerenza                               | Comandante | Magg. Lacerenza                       |
| Colonna Gibelrossa                              | Comandante | Magg. Ilardi                          |
| Forze insurrezionali Salernitane                | Comandante | Colonn. Fabrizi Nicola                |
| Riorganizzazione Militare di Resina             | Comandante | Colonn. Forbes                        |
| Guardia Nazionale mobile                        | Comandante | Generale D’Ajala                      |

Nota del Luogotenente Lodovico Comelli (*). 

In questo elenco figurano alcuni corpi che all’atto della consegna non esistevano più, già fusi nelle brigate La Masa, Corrao, Stocco, Musolino, ecc., ma storicamente meritano esserne distinti. Tali sarebbero le legioni Matese e Sannitica, i battaglioni dell’Ofanto, i Terribili, i Del Gran Sasso ed i Cacciatori dell’Etna, di Monte Grifone, del Gargano, ecc. (*) Per debito di giustizia devo aggiungere che il presente elenco mi venne gentilmente comunicato dalla cortesia dello stesso signor Comelli a cui attesto qui la mia gratitudine.

### I volontari stranieri

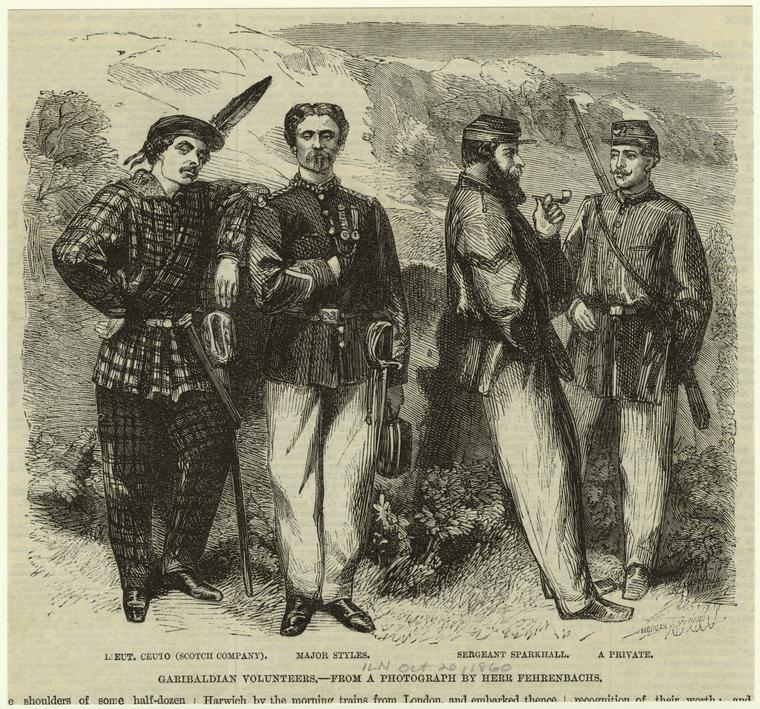
volontari garibaldini britannici

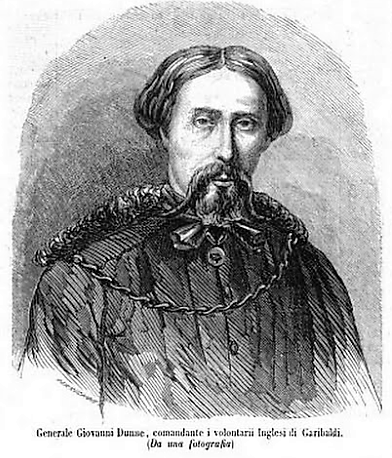
John Dunne ufficiale garibaldino

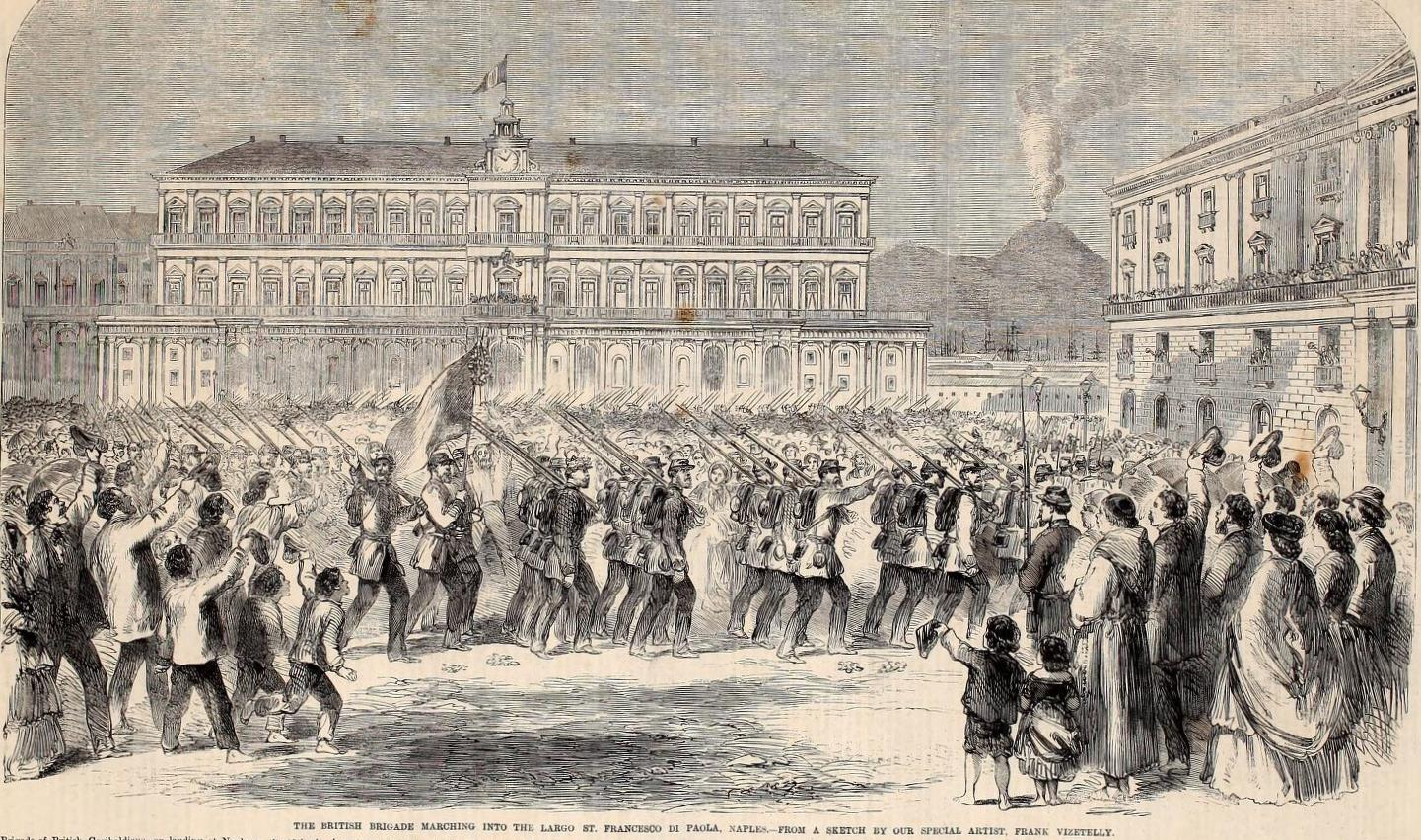
La Legione Britannica a Napoli marcia a Largo S. Francesco di Paola

Erano presenti anche volontari stranieri, affluiti in tempi diversi. Risultano impiegati in combattimento il 1-2 ottobre, circa 200 cavalleggeri ungheresi e altri 200 fanti ungheresi. In precedenza furono impiegati 50 francesi di De Flotte caduto in Calabria. Erano presenti anche un centinaio di disertori borbonici stranieri comandati da Wolf e gruppi di britannici, la presenza di soldati stranieri borbonici era molto più alta, infatti al comando di Von Mechel erano 3.000 soldati, oltre ad alcune compagnie svizzere chiamate Schweizertruppen. Il 15 ottobre le navi Emperor e Melazzo sbarcano a Napoli la Legione Britannica, chiamata anche Garibaldi Excursionists composta di circa 600 volontari successivamente impiegati in alcuni combattimenti.
In Sicilia parecchie migliaia di siciliani si arruolarono inquadrati in reggimenti e addestrati da ufficiali del luogo, del nord Italia e inglesi.. Era presente il tedesco Wilhelm Friedrich Rüstow, capo di stato maggiore di Divisione di Garibaldi, che scrisse un libro sulla Spedizione,tra i britannici erano presenti: Hugh Forbes, ingegnere e linguista inglese che aveva già combattuto con Garibaldi nel 1849,, Percy Wyndham, l'irlandese artigliere Dick Dowling e per breve tempo gli americani Catham Roberdeau Wheat e Charles Carrol Hicks, che tornarono in America per combattere con i confederati, John Whitehead Peard, il "garibaldino-inglese" "sosia" di Garibaldi, con busto al Gianicolo di Roma e il carismatico inglese colonnello John William Dunne, che in Sicilia era soprannominato "milordo" dai coraggiosi ragazzi siciliani di strada arruolati nel suo reggimento, da non confondersi con la Legione Britannica, sbarcata solo successivamente a Napoli, nel reggimento di Dunne solo una parte degli ufficiali erano britannici e i soldati tutti siciliani, Dunne fu ferito a Capua. Durante la battaglia del Volturno si distinte lo scozzese capitano Cowper di Aberdeen, che comandava una batteria di artiglieri e diversi altri scozzesi facevano parte dei volontari, anche per la grande popolarità di Garibaldi in Scozia, dove molti vedevano in lui il Wallace italiano.. 

Tra gli ufficiali stranieri erano presenti anche gli esuli ungheresi István Türr, al quale è stato dedicato un busto al Gianicolo di Roma, Nándor Éber, Carlo Eberhardt, Lajos Tüköry caduto a Palermo e il polacco Aleksander Izenschmid de Milbitz. È stato dedicato un busto al Gianicolo di Roma anche al "garibaldino-finlandese" Herman Liikanen.
La presenza di volontari stranieri era la logica conseguenza del fatto che i rifugiati politici italiani in Inghilterra entravano in contatto, oltre che con i britannici, anche con gli altri rifugiati politici ungheresi e polacchi, con i quali c'era una comune convergenza nazionalistica anti-asburgica. Inoltre i patrioti italiani in Inghilterra svolgevano opera di sensibilizzazione nei confronti della causa dell'unificazione italiana, anche tramite associazioni come la “People’s International League” fondata nel 1847 da Mazzini, rimpiazzata dopo il 1856 dalla “Emancipation of Italy Fund Committee” con Aurelio Saffi, Jessie White, Alessandro Gavazzi e Felice Orsini, che effettuavano tour di conferenze per il pubblico anglosassone interessato. Altre associazioni britanniche filo-italiane effettuavano attività di raccolta fondi come la "Italian refugee fund" del 1849, la “Society of the Friends of Italy” , patrocinata anche da Caroline Ashurst Stansfeld e dal marito, il politico James Stansfeld, entrambi sostenitori di Mazzini. 
Occorre tenere conto anche della notevole popolarità che Garibaldi aveva acquisito nel mondo anglosassone, già dal 1849. Nel 1859 venne istituito in Gran Bretagna il “Garibaldi Fund” e nel 1860 fu fondato il “Garibaldi Special Fund” per finanziare l’invio in Italia della Legione Britannica o “Garibaldi Excursionists”, dopo il 1860 nascerà la “Garibaldi Italian Unity Committee”, per il completamento dell’unità italiana con gli altri territori ancora da annettere.

## L’armamento

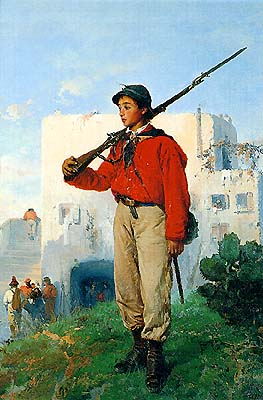
Girolamo Induno - Sentinella garibaldina

La prima spedizione di Garibaldi era armata di moschetti a canna liscia vecchio tipo con portata fino a 100 metri, dismessi dal Regno di Sardegna e da altri stati europei e acquistati probabilmente a prezzi molto bassi, tranne i carabinieri genovesi, che avevano armi a canna rigata dal tiro lungo e preciso.
Anche i volontari siciliani e calabresi erano armati con vecchi moschetti Brown Bess a canna liscia dismessi dall’esercito inglese e dalla Compagnia delle Indie, comprati al prezzo di 10-14 scellini al pezzo. Le cosiddette “squadre” o bande siciliane irregolari erano pure armate di vecchi fucili a canna liscia dalla portata limitata e senza possibilità di innestare una baionetta.
La mancanza iniziale di armi a canna rigata dal tiro lungo non costituiva un particolare problema, perché i garibaldini usavano spesso la tattica dell’attacco alla baionetta, sparando a distanza di poche decine di metri, per affidarsi poi al corpo a corpo, inoltre le più “tecnologiche” carabine a canna rigata richiedevano molto addestramento e abilità, pertanto di fatto le caratteristiche di tali armi spesso non venivano sfruttate nel tipo di combattimento garibaldino. Con lo sbarco della spedizione Medici arrivarono 8.000 fucili, che secondo alcune fonti sarebbero state carabine a canna rigata inglesi, secondo altre fonti si sarebbe invece trattato di “4.850 fucili francesi, 200 (forse 2.000 ?) carabine Enfield inglesi e 200 fucili di Liegi, il numero di 200 carabine Enfield sarebbe un errore, per cui 2.000 risulterebbe il numero di carabine da considerare, secondo uno dei direttori del Fondo per il milione di fucili, inoltre il numero di 2.000 carabine Enfield, sommato a 4.850 fucili francesi e 200 fucili di Liegi indica un totale di 7.050 fucili, valore prossimo agli 8.000 citati in precedenza. La stessa ultima fonte specifica che era stata data la preferenza ai fucili francesi in dismissione modello 1842, utilizzati nella campagna del 1859 e a fucili ugualmente in dismissione dell’esercito prussiano, oltre a un buon numero di carabine (Stützen) e di fucili rigati austriaci, del "fondo per il milione di fucili" avrebbero fatto parte anche 3.744 fucili prussiani e 200 carabine austriache. Lo stesso Medici in una lettera a Garibaldi parla di “10.000 fucili e molte munizioni, oltre alle carabine Enfield destinate ad armare la spedizione”, che comprendeva 2.500 volontari.

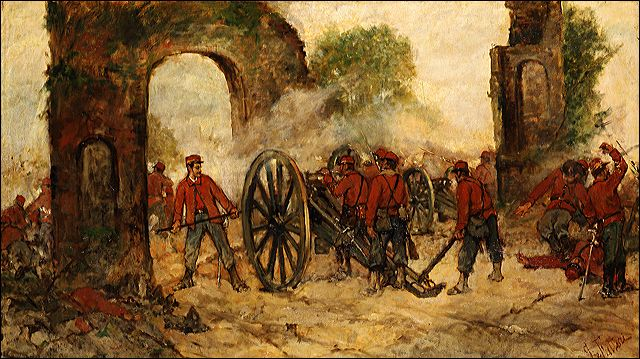
VOLTURNO del Fattori

Nella Battaglia di Milazzo i reggimenti Medici, Cosenz e dell’inglese Dunne (che comandava il battaglione cosiddetto “inglese” composto però di volontari siciliani), pur disponendo di carabine con portata fino a 300 metri, non erano però in grado di sfruttarne pienamente le caratteristiche di lunga gittata, per carenza di preparazione specifica all’uso di tale arma.
La Legione Britannica, sbarcata a Napoli il 15 ottobre per unirsi a Garibaldi, era equipaggiata con carabine a canna rigata modello Enfield, di tale modello dovevano essere forniti anche i migliori volontari italiani. Le uniche armi a retrocarica in dotazione alle forze garibaldine erano le carabine a rotazione americane donate da Colt a Garibaldi nel numero di 100 e destinate ad equipaggiare la compagnia di Peard, si trattava però di armi di difficile uso, specialmente nella fase di caricamento, inoltre lo scoppio della cartuccia procurava spesso bruciature al polso. Dopo la Battaglia di Milazzo e prima di attraversare lo Stretto di Messina, il 15 agosto il piroscafo inglese Queen of England, proveniente dall’’Inghilterra, arrivò al Faro portando 23.500 carabine Enfield e parecchi cannoni a canna rigata, questi ultimi però vennero impiegati nella Battaglia del Volturno.

Il modo di combattere dei garibaldini era descritto da un amico intimo di Garibaldi, il capitano inglese C.S. Forbes, R.N., che arrivato alcuni giorni dopo la battaglia di Milazzo così scrive:
(Garibaldi e la formazione dell'Italia - Appendice E - capo V - pag. 389 - (Forbes 92) di G.M. Trevelyan)